# Шабалин, Семён Иванович
Семён Ива́нович Шаба́лин (12 сентября 1898, Котельнич — 8 января 1961, Москва) — советский партийный, военный и государственный деятель, участник Великой Отечественной войны, генерал-майор интендантской службы (1942).

## Биография
Родился 12 сентября 1898 года в г. Котельнич Вятской губернии Российской империи в семье крестьянина. По национальности русский. В 1912 году окончил церковно-приходскую школу и ремесленную школу и работал на спичечной фабрики в Котельниче.
С марта 1917 г. вольноопределяющийся 2 разряда в русской армии, затем рядовой 7-го запасного саперного полка в г. Старица Тверской губернии. Участник Первой мировой войны. В 1917 году закончил 2-ю Омскую школу прапорщиков. После демобилизации в марте 1918 г. вновь рабочий-столяр на спичечной фабрике, с июля 1918 г. заместитель председателя городского совета в Котельниче. В 1918 году вступил в члены РКП(б). С марта 1919 г. по август 1921 г. в Рабоче-крестьянской Красной армии политрук-военком 2-й стрелковой дивизии Западного фронта. Демобилизован и работал секретарём партийной ячейки губернской ЧК. С августа 1922 г. по июль 1923 г. студент Высшей партийной школы в Екатеринбурге, после чего инструктор районного комитета ВКП(б) на Чусовском металлургическом заводе в Уральской области. С апреля 1924 г. заведующий уездного отдела народного образования, с мая 1925 г. заведующий организационно-инструкторского отдела Котельнического уездного комитета РКП(б). С апреля 1926 г. ответственный секретарь Щигровского уездного комитета ВКП(б). С марта 1927 г. заведующий организационно-инструкторского отдела Владикавказского окружкома ВКП(б). С сентября 1928 г. ответственный секретарь Таганрогского городского райкома ВКП(б). С августа 1930 г. по ноябрь 1932 г. учился в Институте красной профессуры подготовки кадров и экономического Института красной профессуры, где познакомился с Л. З. Мехлисом. С ноября 1932 г. заведующий отделом кадров в Торговом представительстве СССР в Персии в Тегеране. С июня 1934 г. был направлен на партийную работу в качестве ответственного инструктора ЦК ВКП(б). Затем с марта 1936 г. заведующий отделом руководящих партийных органов Ярославского областного комитета ВКП(б). В июне-октябре 1937 г. 3-й секретарь Ярославского обкома ВКП(б). С октября 1937 г. по октябрь 1938 г. исполняющий обязанности 1-го секретаря, затем 1-й секретарь Уссурийского областного комитета ВКП(б). С 20 октября 1938 г. председатель Организационного комитета Президиума Верховного Совета РСФСР по Приморскому краю. С сентября 1939 г. по август 1940 г. слушатель Высшей школы партийных организаторов ЦК ВКП(б). С августа 1940 г. заместитель председателя Государственной плановой комиссии при Совете народных комиссаров РСФСР. С июля 1941 г. по февраль 1942 г. слушатель Курсов усовершенствования высшего политического состава РККА. Участник Великой Отечественной войны.Согласно постановлению ГКО СССР «О членах Военных советов армий» от 9 июля 1941 г. Военный совет армии должен был состоять из трех человек — командующего (председатель) и двух членов. Второму члену вменялись в обязанность контроль за материально-техническим обеспечением войск, руководство отделами и службами тыла. С 24 февраля 1942 г. полковой комиссар, а затем бригадный комиссар Семен Иванович Шабалин был вторым членом Военного совета Брянского фронта II формирования. В связи с отменой института военных комиссаров и введения единоначалия в Красной армии в октябре 1942 года 6 декабря 1942 г. он был переаттестован в генерал-майора интендантской службы. Оставался в прежней должности с 12 марта 1943 г., когда фронт был переименован в Резервный фронт II формирования, а затем 23 марта 1943 г. в Курский фронт. 27 марта 1943 г. был членом Военного совета Орловского фронта, который просуществовал один день, а затем был переименован в Брянского фронта III формирования (28 марта по 10 октября 1943 г. вторым член Военного совета его был генерал-майор С.И. Шабалин). 10 октября 1943 г. на базе этого фронта был сформирован Прибалтийский фронт, который с 20 октября 1943 г. стал называться 2-м Прибалтийским. 1 апреля 1945 года фронт был упразднён.
После окончания войны С. И. Шабалин с 16 июля по 27 декабря 1945 года был заместителем Главнокомандующего Советской военной администрации в Германии, маршала Г. К. Жукова, начальником Экономического управления Советской военной администрации в Германии. В ведении генерал-майора Шабалина находился широкий круг экономических вопросов. Фактически, он был «экономическим диктатором Германии». Экономическое управление Штаба СВА по сути являлось министерством экономики советской зоны Германии, высшим органом, который руководил всей экономической жизнью советской зоны оккупации.

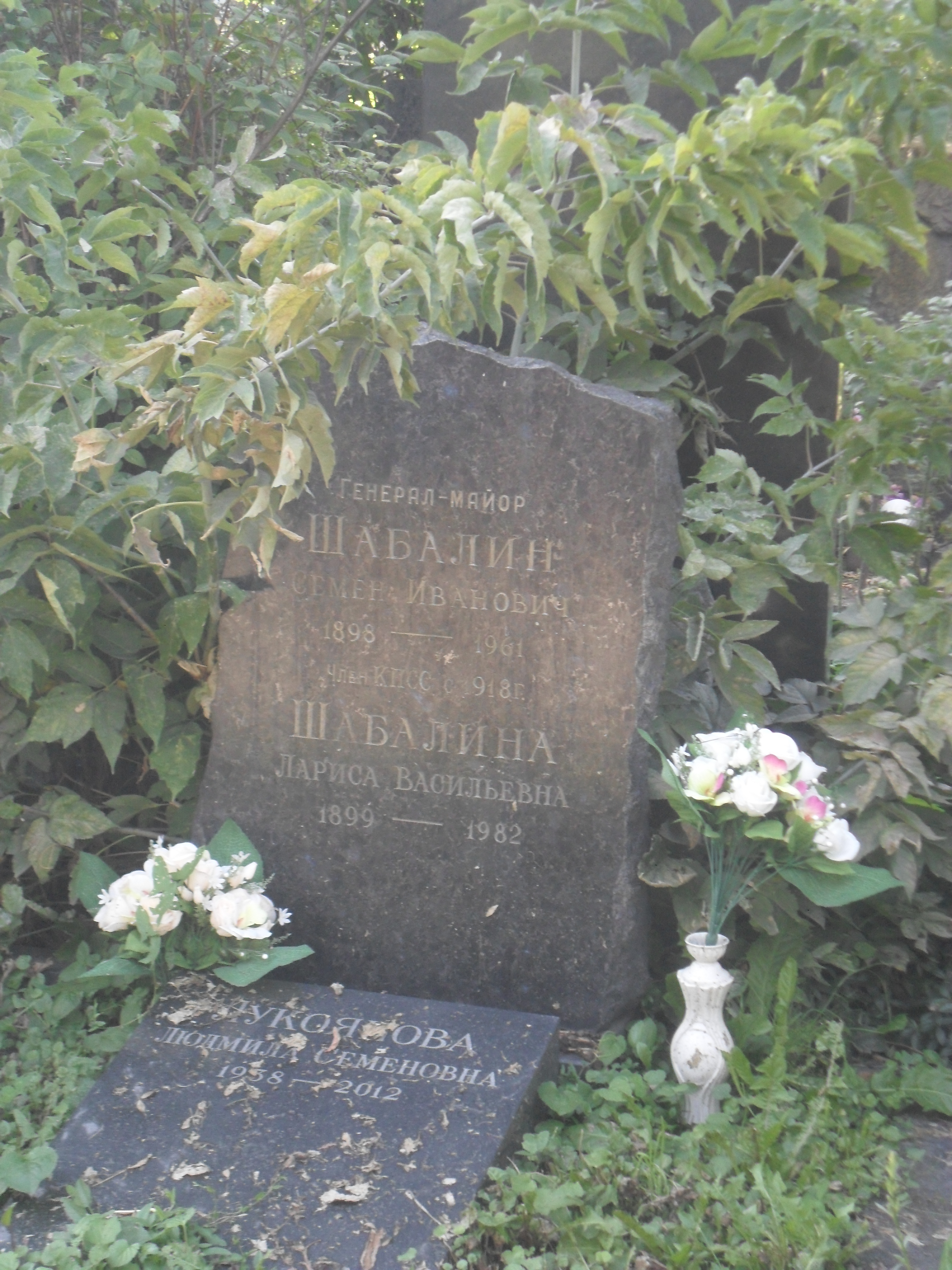
Могила Шабалина на Новодевичьем кладбище Москвы.

В его подчинении и под руководством находились входящие в Экономическое управление отделы:
- отдел промышленности,
- отдел торговли и снабжения,
- планово-экономический отдел,
- финансовый отдел,
- отдел сельского хозяйства,
- транспортный отдел,
- отдел топлива,
- отдел науки и техники,
- отдел репараций,
- хозяйственный отдел.

Генерал-майор Шабалин, среди прочего, занимался, в соответствии с решениями Потсдамской Конференции вопросами экономической демилитаризации Германии, конфискации недвижимого имущества национал-социалистов, подготовкой национализации средств производства и выработкой проекта земельной реформы в советской зоне оккупации Германии, выявлению и учёту немецких специалистов. Принимал участие в работе Союзного Контрольного Совета.
В феврале-мае 1946 года в распоряжении Главного политического управления Вооруженный сил СССР. С мая 1946 г. начальник Управления репарационных поставок в Венгрии. С октября 1949 г. заместитель по политической части командующего 7-й гвардейской армии Закавказского военного округа. С сентября 1950 г. в отставке. С марта 1951 г. заместитель председателя, с июля 1953 г. начальник 1-го отдела, с апреля 1954 г. заместитель председателя Госплана РСФСР по кадрам, одновременно с сентября 1954 г. по октябрь 1956 г. начальник отдела кадров Госплана РСФСР. Умер в Москве в 8 января 1961 г., похоронен на Новодевичьем кладбище. Депутат Верховного Совета РСФСР I-го созыва 1938—1947 от Дальневосточного края.

## Воинские звания
Полковой комиссар — июль 1941;
Бригадный комиссар — 24 июля 1941;
Генерал-майор интендантской службы — 06.12.1942.

## Награды
- Орден Богдана Хмельницкого I степени (29.07.1944);
- Орден Красного Знамени (29.06.1945);
- Орден Отечественной войны I степени (27.08.1943);
- Медаль «За боевые заслуги» (20.06.1949) и другие медали.

## Семья
Жена Шабалина Лариса Васильевна (1899-1982).